# Finn női labdarúgó-bajnokság (első osztály)
A Kansallinen liiga Finnország professzionális női labdarúgó-bajnoksága, melyet 1974 óta rendeznek meg.

## Története
Az első finn női labdarúgó-bajnokságot kuparendszerben döntötték el 1971-ben. Egy évvel később a régiókra osztott csoportok győztesei egyenes kieséses formátumban küzdöttek meg az első helyért.
1974-ben már 2x30 perces mérkőzéseken 8 csapat mérettette meg tudását egymás ellen és a sikeresnek bizonyuló struktúrát ez évtől kezdődően vezették be Finnországban. Az 1978-as szezonban tízre emelték a csapatok számát. 1981-ben 46, 1982-ben és 1983-ban pedig 24 csapat szerepelt az országos sorozatban, négy csoportra osztva. 1984-ben 12 csapat vett részt a kiírásban és 1985-re visszatértek a tíz csapatos szisztémára. A pontversenyek többségét rájátszásban döntötték el.
2006-ban született megállapodás szerint a liga a legmagasabb szintű versenysorozat a finn női labdarúgó hierarchiában.
Az évek során többször is nőtt vagy csökkent a bajnokság létszáma de javarészt 10 csapat szerepel a versenysorozatban. Az oda-visszavágós bajnoki rendszert követően a legjobb 6 együttes rájátszásban dönti el a bajnoki címet, míg a 7-10. helyen végzett csapatok a bennmaradásért küzdenek egy mérkőzést játszva ellenfeleikkel.
A Finn labdarúgó-szövetség döntésének értelmében 2020 óta Kansallinen liiga, azaz Nemzeti liga néven említik a bajnokságot.

## A 2024-es szezon résztvevői

### Csapatok adatai
| Klub             | Település | Stadion              | Férőhely |
| ---------------- | --------- | -------------------- | -------- |
| Åland United     | Lemland   | Wiklöf Holding Arena | 1 635    |
| HJK Helsinki     | Helsinki  | Bolt Arena           | 10 770   |
| Honka Espoo      | Espoo     | Espoo Metro Areena   | 4 100    |
| HPS Helsinki     | Helsinki  | JYA Housing Areena   | 400      |
| Ilves Tampere    | Tampere   | Tammelan Stadion     | 5 050    |
| JyPK             | Jyväskylä | Harjun stadion       | 4 500    |
| KuPS Kuopio      | Kuopio    | Väre Areena          | 4 778    |
| PK Keski-Uusimaa | Järvenpää | Markets Field        | 4 500    |
| PK-35 Helsinki   | Helsinki  | MagneCit Areena      |          |
| PK-35 Vantaa     | Vantaa    | Pohjola Stadion      | 4 600    |

## Bajnokok
Az alábbi táblázat a finn női bajnokságok győzteseit tartalmazza.
| Naisten SM-sarja  |    |                      |    |                      |    |                         |    |                                           |
| 1971              |    | HJK Helsinki         |    | Vaasan PS            |    |                         |    |                                           |
| 1972              |    | KuPS Kuopio          |    | IFK Helsingfors      |    |                         |    |                                           |
| 1973              |    | HJK Helsinki         |    | KPT Kuopio           |    | Oulun PS                |    |                                           |
| 1974              | 8  | HJK Helsinki         | 25 | TPS Turku            | 18 | Into Kemi               | 16 |                                           |
| 1975              | 8  | HJK Helsinki         | 22 | TPS Turku            | 20 | IF Finströms Kamraterna | 16 |                                           |
| 1976              | 8  | Into Kemi            | 23 | HJK Helsinki         | 22 | TPS Turku               | 21 |                                           |
| 1977              | 8  | Into Kemi            | 14 | TPS Turku            | 13 | HJK Helsinki            | 11 |                                           |
| 1978              | 8  | TPS Turku            |    | HJK Helsinki         |    | IF Finströms Kamraterna |    |                                           |
| 1979              | 10 | HJK Helsinki         |    | TPS Turku            |    | Into Kemi               |    |                                           |
| 1980              | 10 | HJK Helsinki         |    | TPS Turku            |    | Valtti Helsinki         |    |                                           |
| 1981              | 46 | HJK Helsinki         |    | Valtti Helsinki      |    | Kotka TP                |    |                                           |
| 1982              | 23 | Valtti Helsinki      |    | Turun Pyrkivä        |    | HJK Helsinki            |    |                                           |
| 1983              | 23 | Valtti Helsinki      |    | TPS Turku            |    | Koparit Kuopio          |    |                                           |
| 1984              | 12 | HJK Helsinki         |    | TPS Turku            |    | Koparit Kuopio          |    |                                           |
| 1985              | 12 | KNF Helsinki         |    | HJK Helsinki         |    | TPS Turku               |    |                                           |
| 1986              | 10 | HJK Helsinki         | 34 | KNF Helsinki         | 26 | Turun Pyrkivä           | 23 |                                           |
| 1987              | 10 | HJK Helsinki         | 33 | KNF Helsinki         | 29 | Herttoniemen Toverit    | 27 |                                           |
| 1988              | 10 | HJK Helsinki         | 32 | Herttoniemen Toverit | 30 | Turun Pyrkivä           | 29 |                                           |
| 1989              | 10 | Pallo-Pojat Helsinki | 33 | Herttoniemen Toverit | 27 | HJK Helsinki            | 26 |                                           |
| 1990              | 10 | Helsinki United      | 41 | HJK Helsinki         | 37 | Herttoniemen Toverit    | 32 |                                           |
| 1991              | 10 | HJK Helsinki         | 39 | Herttoniemen Toverit | 36 | Ilves Tampere           | 35 |                                           |
| 1992              | 10 | HJK Helsinki         | 52 | Ilves Tampere        | 40 | Kontulan Urheilijat     | 37 |                                           |
| 1993              | 10 | Kontulan Urheilijat  | 49 | HJK Helsinki         | 48 | Ilves Tampere           | 38 |                                           |
| 1994              | 10 | Malmin Palloseura    | 44 | Turun Pyrkivä        | 43 | HJK Helsinki            | 38 |                                           |
| 1995              | 10 | HJK Helsinki         | 59 | Kontulan Urheilijat  | 41 | Malmin Palloseura       | 40 |                                           |
| 1996              | 10 | HJK Helsinki         | 53 | Puistolan Urheilijat | 42 | Ilves Tampere           | 39 | Hanna Ekström (HJK Helsinki) (13)         |
| 1997              | 10 | HJK Helsinki         | 58 | Malmin Palloseura    | 54 | United Pietarsaari      | 47 | Sanna Rytkönen (United Pietarsaari) (19)  |
| 1998              | 10 | HJK Helsinki         | 62 | Malmin Palloseura    | 53 | Kontulan Urheilijat     | 39 | Hanna Ekström (HJK Helsinki) (26)         |
| 1999              | 10 | HJK Helsinki         | 67 | Malmin Palloseura    | 46 | Turun Pyrkivä           | 42 |                                           |
| 2000              | 10 | HJK Helsinki         | 65 | Turun Pyrkivä        | 43 | Malmin Palloseura       | 41 | Laura Kalmari (HJK Helsinki) (21)         |
| 2001              | 10 | HJK Helsinki         | 64 | Malmin Palloseura    | 50 | United Pietarsaari      | 47 | Laura Kalmari (HJK Helsinki) (31)         |
| 2002              | 10 | United Pietarsaari   | 58 | HJK Helsinki         | 57 | Malmin Palloseura       | 47 | Heidi Kackur (United Pietarsaari) (43)    |
| 2003              | 10 | Malmin Palloseura    | 45 | HJK Helsinki         | 44 | Sporting Club Raisio    | 35 | Daniela Tjeder (FC Espoo) (15)            |
| 2004              | 10 | United Pietarsaari   | 47 | HJK Helsinki         | 40 | FC Espoo                | 37 |                                           |
| 2005              | 10 | HJK Helsinki         | 45 | FC Espoo             | 41 | United Pietarsaari      | 39 |                                           |
| 2006              | 10 | Honka Espoo          | 47 | United Pietarsaari   | 42 | HJK Helsinki            | 41 |                                           |
| Naisten Liiga     |    |                      |    |                      |    |                         |    |                                           |
| 2007              | 10 | Honka Espoo          | 59 | HJK Helsinki         | 57 | Puistolan Urheilijat    | 31 | Taru Laihanen (FC Honka) (21)             |
| 2008              | 12 | Honka Espoo          | 62 | HJK Helsinki         | 49 | KMF Kuopio              | 43 | Nina Hietanen (Kuusysi Lahti) (18)        |
| 2009              | 12 | Åland United         | 55 | Honka Espoo          | 50 | KMF Kuopio              | 45 | Rita Chikwelu (United Pietarsaari) (22)   |
| 2010              | 12 | PK-35 Vantaa         | 65 | HJK Helsinki         | 64 | Åland United            | 63 | Anna Auvinen (NiceFutis Pori) (18)        |
| 2011              | 10 | PK-35 Vantaa         | 56 | HJK Helsinki         | 54 | Honka Espoo             | 41 | Felicia Schroeder (Åland United) (23)     |
| 2012              | 10 | PK-35 Vantaa         | 70 | Åland United         | 68 | HJK Helsinki            | 50 | Manya Makoski (Åland United) (31)         |
| 2013              | 10 | Åland United         | 60 | PK-35 Vantaa         | 52 | Honka Espoo             | 47 | Cynthia Uwak (Åland United) (18)          |
| 2014              | 10 | PK-35 Vantaa         | 54 | Åland United         | 52 | Pallokissat Kuopio      | 41 | Sanna Saarinen (PK-35 Vantaa) (20)        |
| 2015              | 10 | PK-35 Vantaa         | 51 | Ilves Tampere        | 42 | Åland United            | 42 | Heidi Kollanen (Ilves Tampere) (24)       |
| 2016              | 10 | PK-35 Vantaa         | 52 | TPS Turku            | 46 | Honka Espoo             | 45 | Sanni Franssi (PK-35 Vantaa) (20)         |
| 2017              | 10 | Honka Espoo          | 52 | PK-35 Vantaa         | 51 | HJK Helsinki            | 43 | Kaisa Collin (PK-35 Vantaa) (21)          |
| 2018              | 10 | PK-35 Vantaa         | 51 | HJK Helsinki         | 50 | Åland United            | 46 | Gentjana Roki (Jyväskylä Pallokerho) (20) |
| 2019              | 10 | HJK Helsinki         | 56 | Honka Espoo          | 46 | Åland United            | 38 | Jutta Rantala (HJK Helsinki) (22)         |
| Kansallinen Liiga |    |                      |    |                      |    |                         |    |                                           |
| 2020              | 10 | Åland United         | 43 | TiPS Vantaa          | 41 | KuPS Kuopio             | 33 | Gentjana Roki (KuPS Kuopio) (16)          |
| 2021              | 10 | KuPS Kuopio          | 59 | TiPS Vantaa          | 56 | Åland United            | 44 | Gentjana Roki (KuPS Kuopio) (26)          |
| 2022              | 10 | KuPS Kuopio          | 58 | HJK Helsinki         | 53 | Åland United            | 46 | Lavdije Begolli (KuPS Kuopio) (25)        |
| 2023              | 10 | KuPS Kuopio          | 56 | HJK Helsinki         | 49 | Åland United            | 43 | Lotta Lindström (HJK Helsinki) (17)       |
| 2024              | 10 | HJK Helsinki         | 58 | KuPS Kuopio          | 45 | HPS Helsinki            | 41 | Gentjana Roki (KuPS Kuopio) (17)          |

### Klubonként
|                      |           |    |   |   |    | |  |  |  |
| HJK Helsinki         | Helsinki  | 22 | 1 | 1 | 24 | 1971, 1972, 1973, 1974, 1975, 1979, 1980, 1981, 1984, 1986, 1987, 1988, 1991, 1992, 1995, 1996, 1997, 1998, 1999, 2000, 2001, 2005, 2019, 2024 |  |  |  |
| PK-35 Vantaa         | Vantaa    | –  | 7 | – | 7  | 2010, 2011, 2012, 2014, 2015, 2016, 2018 |  |  |  |
| Honka Espoo          | Espoo     | 1  | 3 | – | 4  | 2006, 2007, 2008, 2017 |  |  |  |
| KuPS Kuopio          | Kuopio    | –  | – | 3 | 3  | 2021, 2022, 2023 |  |  |  |
| Åland United         | Lemland   | –  | 2 | 1 | 3  | 2009, 2013, 2020 |  |  |  |
| United Pietarsaari   | Jakobstad | –  | 2 | – | 2  | 2002, 2004 |  |  |  |
| Malmin Palloseura    | Helsinki  | –  | 2 | – | 2  | 1994, 2003 |  |  |  |
| Into Kemi            | Kemi      | 2  | – | – | 2  | 1976, 1977 |  |  |  |
| KNF Helsinki         | Helsinki  | 1  | – | – | 1  | 1993 |  |  |  |
| Helsinki United      | Helsinki  | 1  | – | – | 1  | 1990 |  |  |  |
| Pallo-Pojat Helsinki | Helsinki  | 1  | – | – | 1  | 1989 |  |  |  |
| Kontulan Urheilijat  | Helsinki  | 1  | – | – | 1  | 1985 |  |  |  |
| Valtti Helsinki      | Helsinki  | –  | 1 | – | 1  | 1982, 1983 |  |  |  |
| TPS Turku            | Turku     | 1  | – | – | 1  | 1978 |  |  |  |